# Dombura

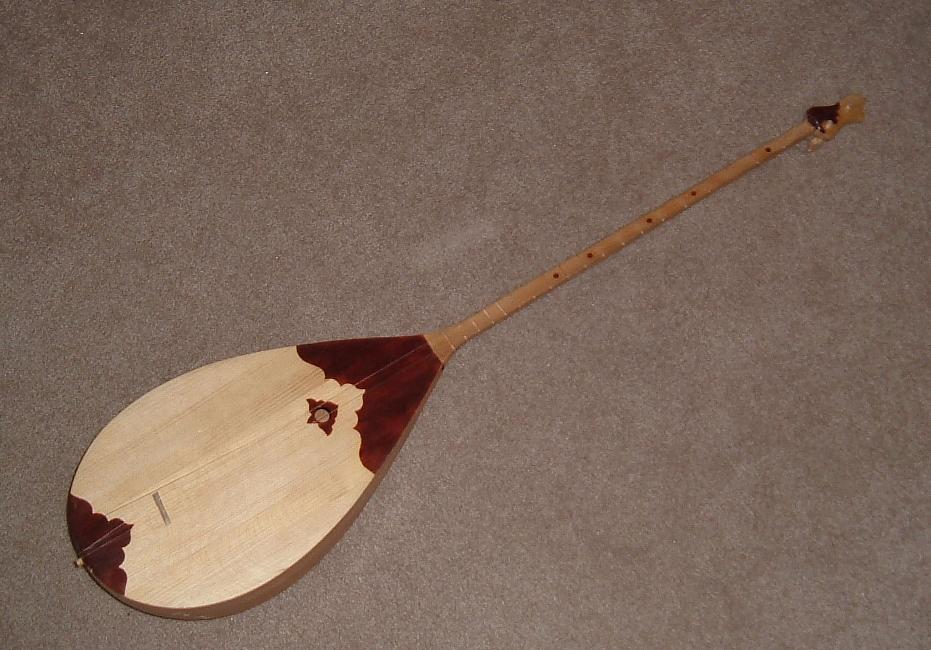
Een dombura

Een dombura, variërend per regio ook wel dombıra, dambura, danbura, dumbura, dombor, dombyra, dombira of dongbula genoemd, is een luit met een lange hals en is populair in Centraal-Azië.
De dombura is de panturkse versie van de Perzische tanbur. Het instrument deelt sommige kenmerken met de Centraal-Aziatische instrumenten komuz en dutar. Een bekend damburaspeler uit Noord-Afghanistan is Mehri Maftun.